# Jänttärä
Jänttärä är en ö i Finland. Den ligger i sjön Suontee och i kommunen Joutsa i den ekonomiska regionen  Joutsa ekonomiska region  och landskapet Mellersta Finland, i den södra delen av landet, 190 km nordost om huvudstaden Helsingfors. Öns area är 2,6 hektar och dess största längd är 280 meter i nord-sydlig riktning.